# Seftia Hadi
Seftia Hadi là một cầu thủ bóng đá người Indonesia thi đấu cho Aceh United ở Liga 2 ở vị trí trung vệ hoặc hậu vệ trái. Anh cũng có khả năng đá phạt xoáy mặc dù là một hậu vệ.

## Danh hiệu

### Danh hiệu câu lạc bộ
Sriwijaya
- Indonesia Super League (1): 2011–12

### Danh hiệu quốc gia
U-23 Indonesia
- Huy chương Bạc Đại hội Thể thao Đông Nam Á (1): 2011
- Huy chương Bạc Đại hội Thể thao Đoàn kết Hồi giáo (1): 2013

## Bàn thắng quốc tế
Seftia Hadi: Bàn thắng U-23 quốc tế
| Bàn thắng | Thời gian           | Địa điểm                             | Đối thủ        | Tỉ số | Kết quả | Giải đấu |
| --------- | ------------------- | ------------------------------------ | -------------- | ----- | ------- | -------- |
| 1         | 15 tháng 9 năm 2011 | Kowloon Bay Park, Kowloon, Hồng Kông | U-23 Hồng Kông | 0–3   | 0–4     | Giao hữu |